# 로마 편년사

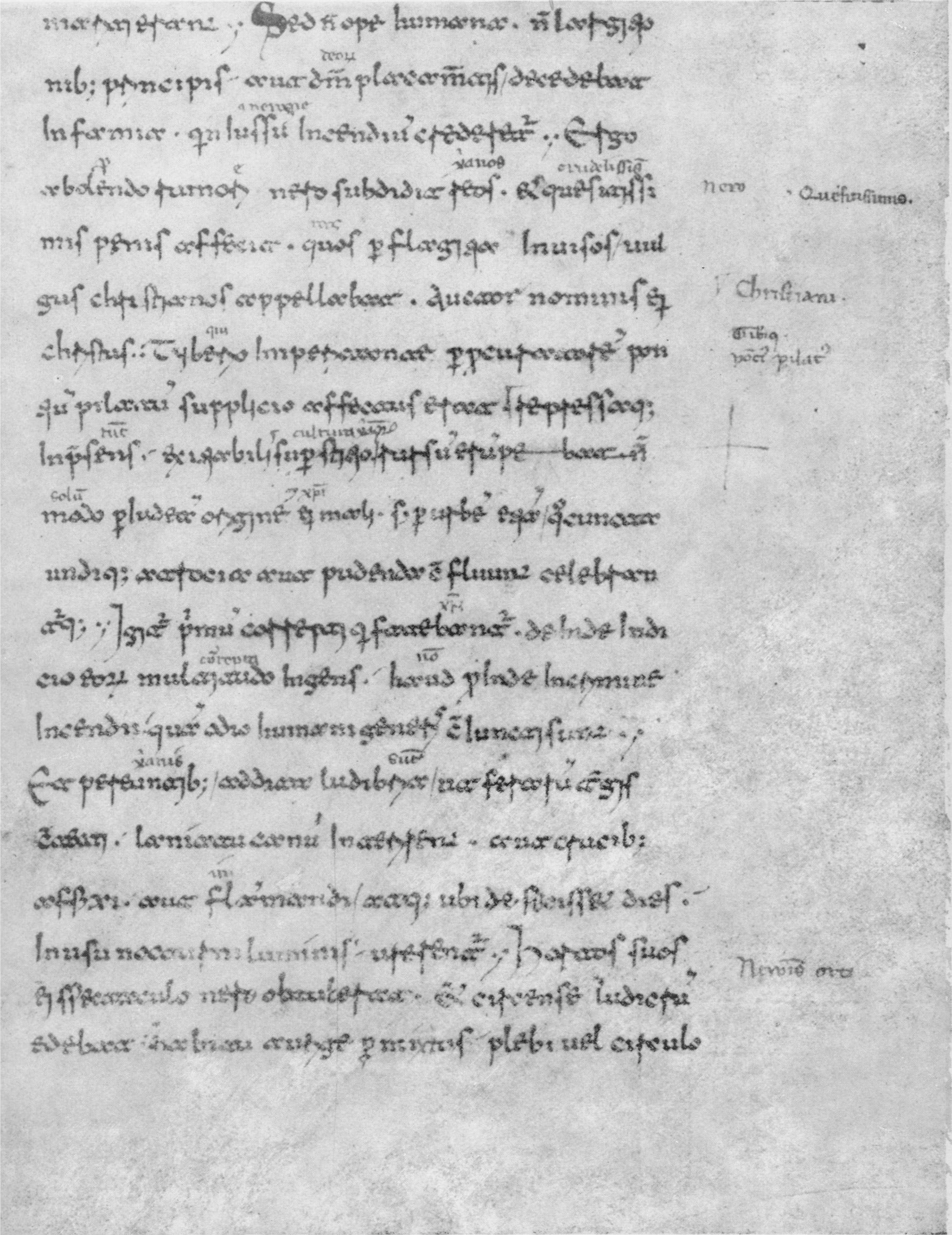

《편년사》(라틴어: Annales 아날레스[*])는 로마의 원로원 의원 타키투스가 티베리우스 때부터 네로 때까지의 54년간의 로마 제국 역사를 기록한 것이다. 1세기 로마의 실상을 파악하는 데 매우 중요한 사료로 취급되고 있다.

## 같이 보기
- 타키투스의 예수